# Ammophila argyrocephala
Ammophila argyrocephala es una especie de avispa del género Ammophila, familia Sphecidae.

## Taxonomía
Fue descrito por primera vez en 1951 por Arnold. 